# Маргарет Арчер
Маргарет Скотфорд Арчер (англ. Margaret Scotford Archer; 20 січня 1943 — 21 травня 2021) — британська вчена, соціолог, доктор філософії, професор (1973). Представниця філософського напряму критичного реалізму. Президент Міжнародної соціологічної асоціації (1986—1990). Член Європейської академії від 1993 року. Голова Папської академії суспільних наук (2014—2019). Маргарет Арчер — критик соціальної «теорії структурації» Ентоні Ґіденса й дослідниця морфогенетичної теорії. Авторка термінів «конфляціонізм» й «елізіонізм».

## Біографія
Маргарет Арчер народилась 20 січня 1943 року в селищі Греносейд, один з районів Шеффілда у графстві Південного Йоркшира центральної частини Великої Британії.
Маргарет навчалась у Школі економіки Лондонського університету, де 1964 року отримала ступінь бакалавра. 1967 року захистила дисертацію під керівництвом відомого британського соціолога Девіда Гласса на тему «Освітня діяльність батьків робочого класу Англії: їх вплив на формування і розвиток» (англ. The Educational Aspirations of English Working Class Parent: stheir formation and influence on children's school achievement) й отримала науковий ступінь доктора філософії. Продовжила навчання у Вищій школі соціальних наук Паризького університету.
У період з 1966 по 1973 рр. Маргарет Арчер працювала викладачем Редінзького університету (англ. The University of Reading).
Від 1973 року — співробітниця Університету Ворика. У період з 1973—1982 — головна редакторка щомісячного наукового журналу «Сучасна соціологія» (англ. Current Sociology). На 12-му Всесвітньому конгресі соціології Маргарет Арчер була обрана першою жінкою-президентом і 11-м президентом Міжнародної соціологічної асоціації (1986—1990).
З 1993 року — член Європейської академії. Голова Папської академії суспільних наук (2014—2019)

## Наукова діяльність
Маргарет Арчер британська представниця теорії критичного реалізму. Вона послідовний критик теорії структурації. Засновниця терміну «конфляціонізм» (від conflation — з'єднання, сплав чого-небудь або зведення двох текстів в один) та «елізіонізм» (від elision — випадіння складу під час з'єднання двох слів, які йдуть одне за іншим).

## Вибрані твори
- Соціальний конфлікт і зміни в освіті Англії та Франції: 1789—1848 / Social Conflict and Educational Change in England and France: 1789—1848. У співавторстві з М. Вауґханом (M. Vaughan). Видавництво: Cambridge University Press.  1971
- Соціальне становлення системи освіти / Social Origins of Educational System. 1979. Перевидання 1984 року.
- Культура й аґентність: місце культури в соціальній теорії / Culture and Agency: The Place of Culture in Social Theory. Видавництво: Cambridge University Press, Кембридж. 1988. Перевидання 1996 року.
- Реалізм соціальної теорія: морфогенетичний підхід / Realist Social Theory: The Morphogenetic Approach. Видавництво: Cambridge University Press, Кембридж. 1995
- Критичний реалізм: ключові читання / Critical Realism: Essential Readings. У співавторстві з Роям Бхаскар (R. Bhaskar), А. Коллер (A. Collier), Т. Лавсон (T. Lawson) й А. Норре (A. Norrie). Видавництво: Routledge, Лондон. 1998
- Бути людиною: проблема аґентності / Being Human: The Problem of Agency. Видавництво: Cambridge University Press, Кембридж. 2000
- Теорія раціонального вибору: протистояння колонізації / Rational Choice Theory: Resisting Colonisation. У співавторстві з Дж. Тріттером (J. Tritter). Видавництво: Routledge, Лондон. 2000
- Структура, аґентність і внутрішня розмова /Structure, Agency and the Internal Conversation. Видавництво: Cambridge University Press, Кембридж. 2003
- Трансценденція: критичний реалізм і Бог /Transcendence: Critical Realism and God. У співавторстві з А. Коллер (A. Collier), Д. Порпора (D. Porpora). Видавництво: Routledge, Лондон. 2004
- Створюючи свій шлях у світі / Making our Way Through the World. Видавництво: Cambridge University Press, Кембридж. 2007
- Рефлексійний імператив / The Reflexive Imperative. Видавництво: Cambridge University Press, Кембридж. 2012

### Переклади рос. мовою
- Арчер М. Реализм и морфогенез / Перевод с английского Оберемко О. А.; научный редактор перевода Филиппов А. Ф. // Социологический журнал. — 1994. — № 4. (журнальный вариант пятой главы книги М. Арчер «Морфогенез и Реалистская социальная теория» [Morphogenesis: Realist Social Theory])
- Арчер М. Реализм и морфогенез / М. Арчер // Теория общества: сб. / вступ. ст., сост. и общ. ред. А. Ф. Филиппова ; пер. с нем., англ. — Москва: Канон-пресс-Ц, Кучково поле, 1999. — С. 157—195